# Usów
Usów (biał. Вусаў, Wusau; ros. Усов, Usow) – wieś na Białorusi, w obwodzie homelskim, w rejonie lelczyckim, w sielsowiecie Stodolicze, w pobliżu granicy z Ukrainą.

## Historia
W XIX i w początkach XX w. położony był w Rosji, w guberni mińskiej, w powiecie mozyrskim, w gminie Bujnowicze.
Po I wojnie światowej pod administracją polską, w Zarządzie Cywilnym Ziem Wschodnich, w okręgu brzeskim, w powiecie mozyrskim, w gminie Bujnowicze.
W wyniku postanowień traktatu ryskiego znalazł się w granicach Związku Sowieckiego. Od 1991 w niepodległej Białorusi.